# AC Cobra
La Cobra è un'autovettura sportiva roadster prodotta dalla casa automobilistica britannica AC Cars e dalla statunitense Shelby Automobiles dal 1962.

## Origini e Storia
La vettura venne messa in commercio con varie denominazioni, inizialmente come Shelby A.C. Cobra per diventare poi A.C. Cobra e infine Ford Cobra. La particolarità di quest'auto è data dal fatto che univa un motore statunitense Ford V8 e una carrozzeria inglese del peso di solo 1311 kg.
Tale vettura nacque inizialmente come un'intuizione di Carroll Shelby, in quanto egli voleva abbinare l'agilità dei telai inglesi alla potenza dei motori americani.
Nel 1964, per tentare di opporsi allo strapotere della Ferrari, venne montato sulla Cobra un nuovo motore di grossa cilindrata, il Ford type 427 Side Oiler da 7 litri, sviluppato originariamente per le gare NASCAR. Rispetto al precedente motore 289 che erogava 350 CV, il Side Oiler ne erogava 500. Oltre a ciò, su consiglio di Phil Remington, capo progettista della Shelby American, la vettura abbandonò il sistema di sospensioni a balestra per una configurazione a doppi triangoli. Questo perché il precedente sistema non permetteva di gestire al meglio la potenza della vettura.
Il primo prototipo della Cobra 427 venne realizzato nel 1965; dopo aver prodotto le prime 100 unità necessarie all'omologazione FIA, la vettura prese parte al campionato SCCA del 1966 nella classe A.
La produzione finale fu di 348 esemplari, di cui 88 in allestimento Corsa o Prova.
Tra le versioni più rare vi è la 427SC, Semi-Competition, un modello stradale con assetto da corsa prodotta in 31 esemplari.

## Versioni

### AC Shelby Cobra FIA Roadster
Nel 1964, per tentare di vincere il campionato FIA riservato alle vetture Gran Turismo, la Shelby costruì cinque esemplari di Cobra in configurazione Roadster con l'intenzione di arginare lo strapotere Ferrari. Per conformarsi al nuovo regolamento, venne inserito un parabrezza aerodinamico (assente sulla versione americana), degli sportelli laterali, degli scarichi anch'essi laterali e il corpo vettura venne allargato. Il telaio tubolare era in acciaio, mentre le sospensioni ad assali rigidi montavano molle a balestra. Il propulsore era un Ford small-block V8 che, dotato di quattro carburatori Weber, erogava 400 CV di potenza.
Ogni vettura, ciò nonostante, aveva delle minime differenze, e per distinguerle durante la gara, ognuna di esse fu dipinta con un banda di colore differente. Nonostante la vittoria in numerose corse, le Shelby non conseguirono la vittoria finale a causa della maggiore costanza delle Ferrari 250 GTO.

#### Telai

##### CSX2260

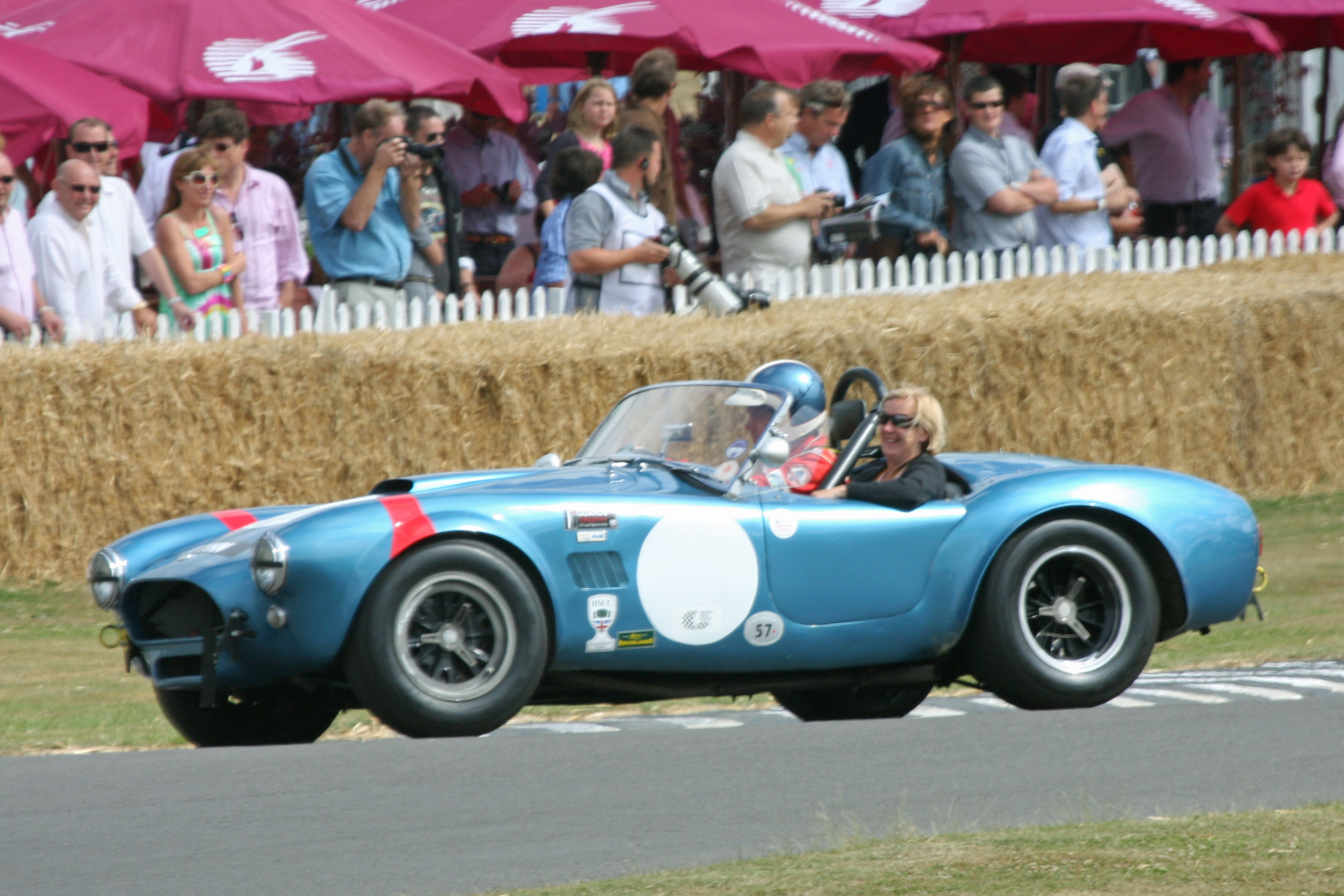
La CSX2323

La CSX2260 è stata la seconda delle cinque Roadster prodotte e fu affidata ai piloti Jean Guichet e Jo Schlesser che la fecero debuttare alla 2000 km di Daytona. Ritiratasi dalla corsa, la vettura fu affidata in seguito a Ken Miles che la portò alla vittoria presso la USRRC GT svoltasi ad Augusta. Dopo la vittoria, la Roadster venne impiegata in diverse cronoscalate e alla Targa Florio con risultati di non particolare rilievo. Nel 1965 la vettura venne ceduta al team Radford Racing e fu distrutta in seguito ad un incidente occorso a Brands Hatch. Dopo numerosi restauri, la vettura è tornata attualmente al suo stato originale.

##### CSX2323
Il telaio CSX2323 è stato il penultimo messo in produzione. Impiegato nella Targa Florio del 1964 con i piloti Jerry Grant e Dan Gurney, giunse all'ottavo posto assoluto nella classe GT. Successivamente venne impiegato alla 12 ore di Spa (dove giunse 15º assoluto) e al Nürburgring. In quest'ultima corsa l'auto rimase danneggiata, ma venne successivamente schierata nel 1965 a Sebring e Daytona dal pilota Graham Shaw.

##### CSX2345
L'ultimo telaio realizzato fu il CSX2345, schierato alla Targa Florio con i piloti Phil Hill e Bob Bondurant. Dopo il ritiro dovuto alla rottura di una sospensione, la vettura fu schierata a Spa dove arrivò nona assoluta e prima di categoria. Altre vittorie di categoria si ebbero a Schauinsland e alla Sierre Montagna Hill Climb. Ad oggi, è l'unica vettura delle cinque prodotte ad aver mantenuto la configurazione originale invariata.

### AC Shelby Cobra Daytona Coupe

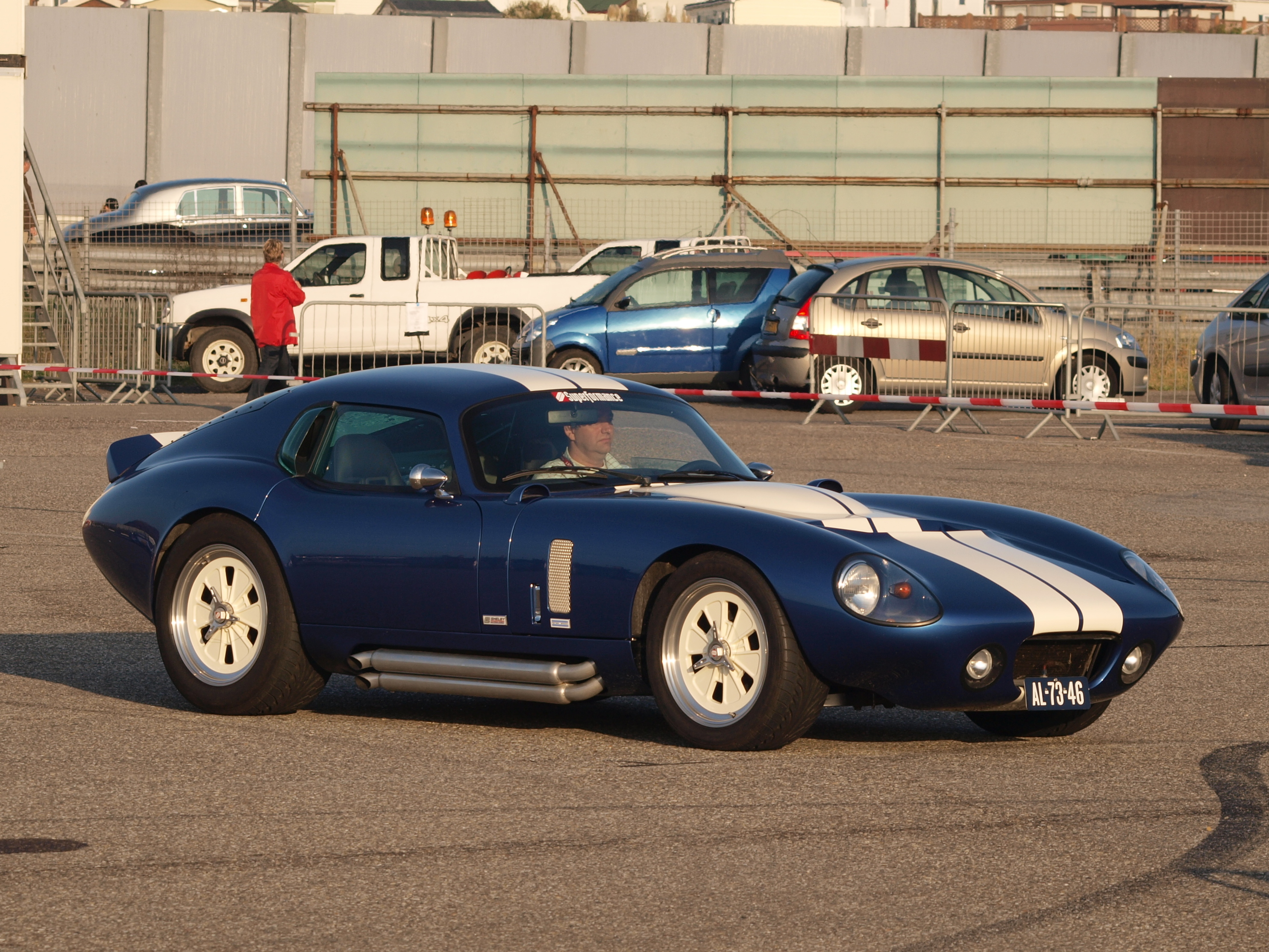
AC Shelby Cobra Daytona Coupe

Nello stesso anno in cui vennero schierate le FIA Roadster, Carrol Shelby realizzò anche alcune vetture in configurazione coupé con coda tronca. Disegnate dall'ex designer della General Motors Pete Brock vennero costruite ad occhio, senza avvalersi di aiuti progettuali come la galleria del vento. Per la realizzazione ci si avvalse anche dell'ingegnere e pilota britannico Ken Miles. Come propulsore venne adottato un modello Ford small-block V8 da 400 cv.
Nel 1964 vennero completati i test presso la pista di Riverside, in California. Subito dopo venne schierata presso la 2000 km di Daytona. I successi non mancarono, tanto che venne fatto un ordine per numerosi modelli in più. Per sopperire alla richiesta, il manager della squadra incaricò della produzione dei telai la carrozzeria Grandsport di Modena. Questi ultimi vennero leggermente modificati dagli ingegneri italiani per migliorarne l'aerodinamicità. La stagione si concluse con il secondo posto alle spalle della Ferrari, nonostante un alto numero di vittorie e piazzamenti. Nel 1965 le Daytona Coupe furono ancora in primo piano, vincendo le gare di Daytona, Sebring, Nürburgring e Reims che valsero loro l'agognata conquista del titolo mondiale.

### AC Shelby Cobra 427 Flip-Top

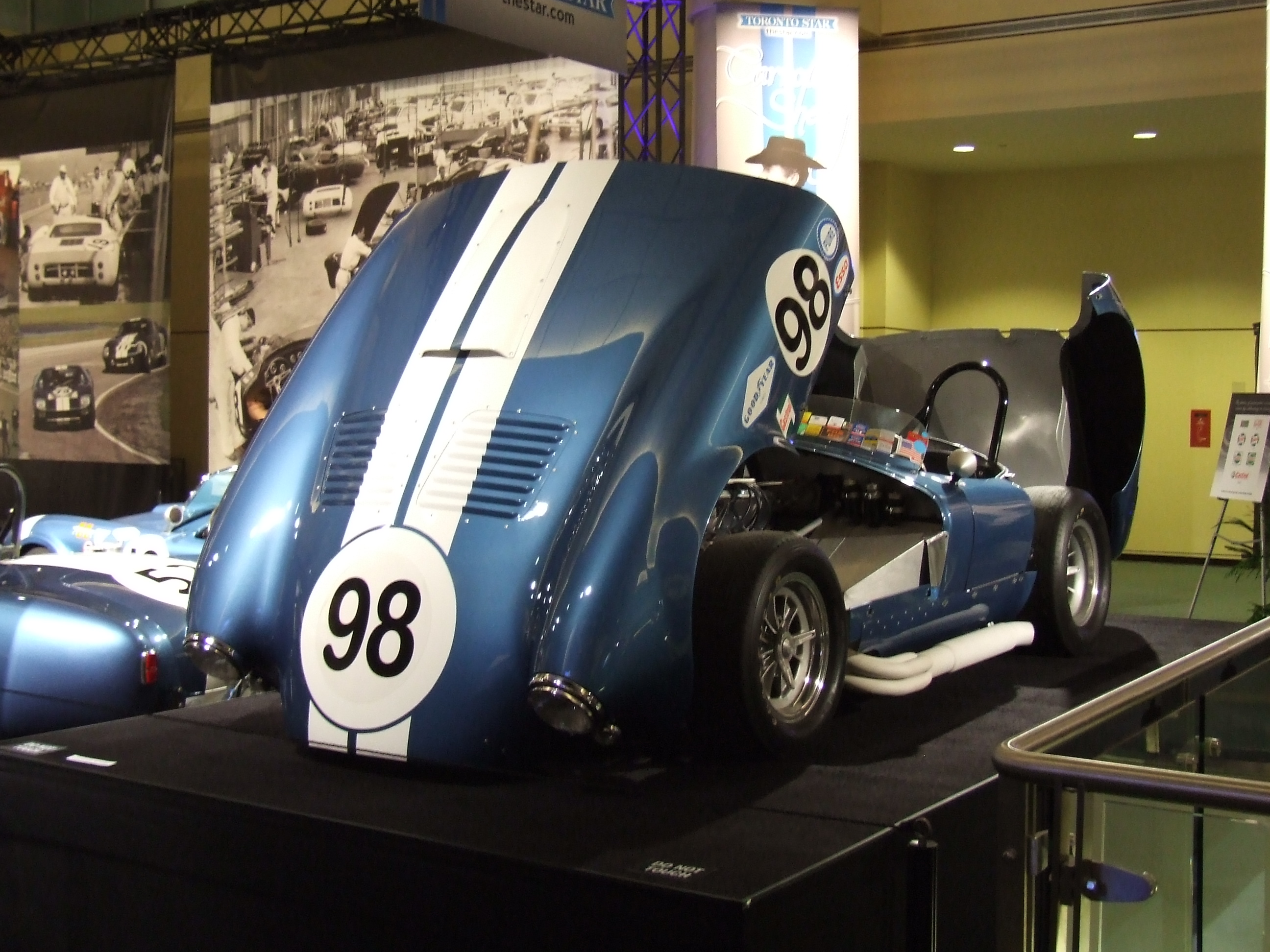
La Flip Top con le parti della carrozzeria in blocco unico aperte

Alla fine del 1963 venne affidato a Ken Miles il compito di realizzare una versione della Cobra 427 ad alte prestazioni. Come base si decise di impiegare una Cobra 289. Nel 1964 la vettura, con un telaio irrigidito per far fronte alla nuova coppia, un propulsore 427 da 623 CV di potenza e varie componenti derivate dalle auto che partecipavano al campionato NASCAR, fu schierata presso la 12 Ore di Sebring, ma fu costretta al ritiro a causa di un guasto al motore. Una volta riparato il guasto, la Cobra venne dotata di una carrozzeria in cui la parte frontale e quella posteriore erano costruite in un unico pezzo, in modo tale che fosse possibile aprirle e raggiungere agevolmente le componenti vitali della vettura. Ciò le fece guadagnare il soprannome di Flip Top. L'ultima corsa a cui prese parte si svolse presso il circuito di Nassau, dove mostrò ottime potenzialità superando addirittura una Chevrolet Corvette Grand Sport prima di ritirarsi nuovamente. A causa delle enormi modifiche apportate, la Flip Top non poteva essere fatta gareggiare in nessuna categoria automobilistica, cosa che la fece diventare un pezzo da museo.

### AC Shelby Cobra 289 Coupe Willment
Nel 1964 una AC Cobra Daytona venne venduta al pilota John Willment. Essa fini però pesantemente danneggiata in un incidente e dovette essere rimandata alla sede centrale dell'azienda per le dovute riparazioni. Vennero completate, ma la vettura venne riconsegnata senza scocca. Per questo motivo, il proprietario si affidò al progettista della Shelby Giovanni Ohlsen per realizzarne una nuova da zero. Quest'ultima, completamente costruita in alluminio, si distingueva da quella delle altre Daytona per il frontale più aerodinamico, per la coda rialzata e per l'assenza del lunotto posteriore.
In gara la Cobra Willment vinse la 3 ore di Snetterton e una gara in Africa ai comandi di Jack Sears. L'anno successivo, i migliori risultati conseguiti furono un secondo posto al Sussex Trophy e la vittoria nel Guards International Trophy.

### Sbarro AC Cobra
Nel 1973 il designer Franco Sbarro realizzò una replica dell'AC Cobra. Era dotata del propulsore Ford V8 427 originale e di un telaio tubolare.

### AC Cobra 302 CRS
Nel 1998 l'AC ha realizzato una nuova versione della Cobra. Denominata 302 CRS, mantiene inalterato il design della classica Cobra, ma è stata dotata di un telaio realizzato in fibra di carbonio dal peso di 1050 kg, sterzo a cremagliera, freni a disco e di un propulsore 5.0 V8 da 225 cv. Il rapporto peso/potenza si attesta sui 211 CV per tonnellata.

### AC Cobra 212 S/C
All'inizio del XXI secolo, la AC ha deciso di sostituire la Cobra 302 CRS con un nuovo modello denominato 212 S/C. Il design resta immutato, ma viene realizzato utilizzando interamente la fibra di carbonio. Il propulsore installato è un V8 Lotus 3.5 Twin Turbocharged da 350 CV di potenza gestito da una trasmissione Tremec T56 a sei rapporti. Per riequilibrare il peso della vettura è stato installato un differenziale Hydratrak BTR. La tenuta di strada è stata affidata a pneumatici sportivi Avon, mentre l'impianto frenante è stato potenziato con l'introduzione di freni sportivi.

### Ford Shelby Cobra Concept
Nel 2004 la Shelby, in collaborazione con la Ford, ha realizzato una concept car che si propone come una moderna interpretazione della AC Cobra. Come propulsore monta un V10 6.4 da 605 CV che dovrebbe avere la possibilità di far raggiungere alla vettura una velocità di 427 km/h. Si tratta di una versione evoluta del Ford V8 427, che presenta due cilindri in più, quattro alberi a camme in testa, realizzazione in alluminio, impianto iniezione con vavole piatte anziché a farfalla e compressori. Il pianale e le sospensioni sono derivati dalla Ford GT. Per contenere il peso l'intero mezzo è stato costruito impiegando componenti in alluminio e carbonio.

### Ford Shelby GR1
Basandosi sulla meccanica della Cobra Concept ed ispirandosi alla Cobra Daytona per il design, la Shelby, in collaborazione con la Ford, ha realizzato la concept car GR1 nel 2005. Fu progettata da Manfred Tremotino e realizzata dal Ford Advanced Product Creation. Per la realizzazione sono stati impiegati componenti derivati dalla Ford GT e il propulsore installato era un V10 da 605 CV di potenza gestito da un cambio manuale a sei marce.

### Shelby Cobra 289 50th Anniversary

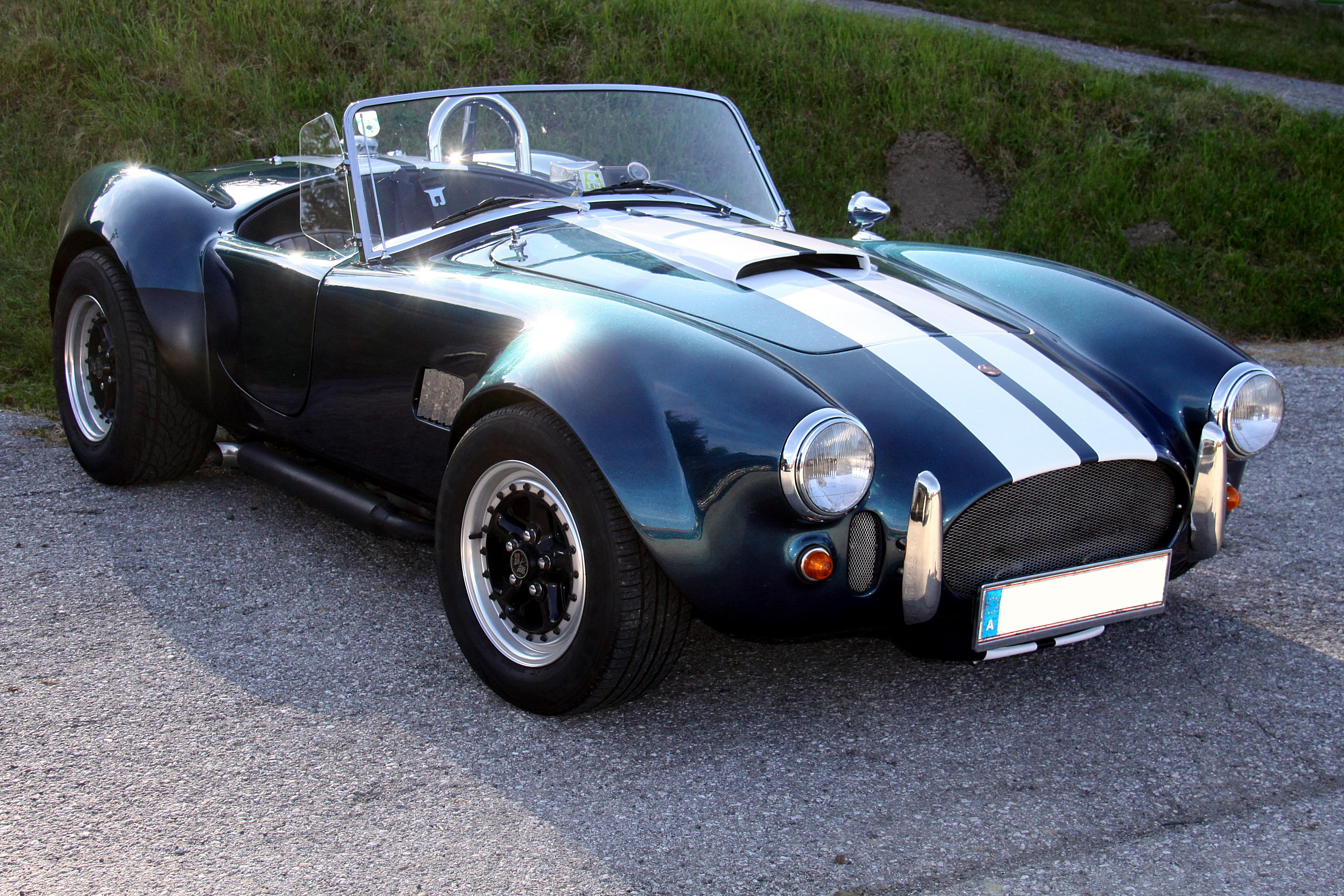
50th Anniversary Cobra Limited Edition CSX8000.

Nel 2014 la Shelby ha deciso di creare una versione speciale in 50 esemplari della Cobra per commemorare il 50º anniversario dell'immissione sul mercato dell'AC Cobra. La vettura presenta una carrozzeria che può essere realizzata o in alluminio o in fibra di vetro. Il propulsore è rimasto il Ford V8 289 da 350 CV di potenza originale, le sospensioni sono a quattro ruote indipendenti e il telaio è di tipo tubolare. I parafanghi sono stati ristretti e sono state applicate sulla carrozzeria numerose decalcomanie da gara commemorative.